# Попытка военного переворота в Нигере (2011)
Попытка военного переворота в Нигере в 2011 году — неудачный военный переворот, проходивший с 12 по 13 июля 2011 года. Целью переворота было свержение демократически избранного президента Нигера Махамаду Иссуфу. Исполнителями переворота стали десятки военных, включая майора и лейтенанта. В первый раз, когда должностные лица Нигера подтвердили попытку военного переворота, Махамаду Иссуфу заявил, что «закон будет применяться со всей строгостью к тем кто без какой-либо причины, решил положить конец выбору народа». Это заявление прозвучало в телевизионном обращении к нации 3 августа 2011 года, совпавшем с 51-й годовщиной независимости Нигера.

## Предыстория
Президентство Махамаду Иссуфу, началось в марте 2011 года после победы на выборах. Это событие ознаменовало конец военного правления начатого военным переворотом 18 февраля 2010 года, в результате которого был свергнут тогдашний президент Нигера Мамаду Танджа.

## Причины переворота
По данным информационного агентства АФП, Причиной военного переворота стали усилия Махамаду Иссуфу по борьбе с коррупцией, включая увольнение должностных лиц и создание правительственного органа для борьбы с нецелевым использованием государственных средств. Это вызвало недовольство в военных кругах, которые были связаны со старым режимом военной хунты.

## Реакции
Во время встречи Махамаду Иссуфу с президентом США Бараком Обамой тот подтвердил неизменную поддержку США Нигеру и другим африканским странам в их стремлении к прогрессу, несмотря на стоящие перед ними трудности, заявив, что США будут «верным партнёром».